# Stig Ahlgren (meteorolog)
Stig Lennart Ahlgren, född 2 mars 1931 i Stockholm, död 3 juni 2025 i Solna distrikt, Stockholms län, var en svensk meteorolog och väderpresentatör på Sveriges Television. 
Efter studentexamen 1952 avlade Ahlgren meteorologexamen vid SMHI 1955 samt anställdes där samma år och blev även meteorolog i flygvapnets reserv 1959. Under signaturen A&B var han tillsammans med radiometeorologen Lars Bosæus (1922–1995) daglig vädermedarbetare på Dagens Nyheter och även i Förenade Landsortstidningar. Ahlgren gav ut Liten väderbok (1966). År 1975 flyttades SMHI till Norrköping men Ahlgren valde att inte flytta utan pendlade mellan Stockholm och Norrköping. Ahlgren debuterade som väderpresentatör i TV 1969 och slutade den 31 oktober 2002, samma dag som kollegan John Pohlman. Enligt Ahlgren var detta en överenskommelse mellan honom och Pohlman.
Stig Ahlgren var gift med Stina Ahlgren (1934–2021). År 2025 avled Ahlgren i Solna efter en tids sjukdom. Han efterlämnade fyra barn.